# Diskografie Selena Gomez & the Scene
Toto je seznam vydané diskografie americké hudební skupiny Selena Gomez & the Scene.

## Alba

### Studiová alba
| Kiss & Tell                                                                             | - Vydáno: 29. září 2009 - Vydavatelství: Hollywood   | 9 | —  | 4  | 22 | 22 | 19 | 14 | 38 | 21 | 12 | - US: 930,000 - UK: 66,085 | - RIAA: Platinum - BPI: Silver - MC: Gold                  |
| A Year Without Rain                                                                     | - Vydáno: 17. září 2010 - Vydavatelství: Hollywood   | 4 | 46 | 19 | 11 | 6  | 22 | 40 | —  | 24 | 14 | - US: 819,000 - UK: 60,762 | - RIAA: Gold - BPI: Silver - MC: Gold                      |
| When the Sun Goes Down                                                                  | - Vydáno: 21. června 2011 - Vydavatelství: Hollywood | 3 | 14 | 11 | 6  | 2  | 18 | 13 | 6  | 8  | 15 | - US: 714,000 - UK: 53,644 | - RIAA: Platinum - BPI: Silver - MC: Platinum - RMNZ: Gold |
| "—" značí, že se nahrávka neumístila v hitparádách nebo v tomto území ani nebyla vydána |                                                      |   |    |    |    |    |    |    |    |    |    |                            |                                                            |

### Kompilační alba
| Název                                           | Detaily o albu                                         |
| ----------------------------------------------- | ------------------------------------------------------ |
| The Club Remixes                                | - Vydáno: 21. prosince 2010 - Vydavatelství: Hollywood |
| Artist Karaoke Series: Selena Gomez & the Scene | - Vydáno: 13. září 2011 - Vydavatelství: Hollywood     |

## Singly
| Název                                                                                   | Rok  | Umístění v hitparádách | Umístění v hitparádách | Umístění v hitparádách | Umístění v hitparádách | Umístění v hitparádách | Umístění v hitparádách | Umístění v hitparádách | Umístění v hitparádách | Umístění v hitparádách | Umístění v hitparádách | Certifikace                                                                                    | Album                  |
| Název                                                                                   | Rok  | US                     | AUS                    | BEL (FL)               | CAN                    | GER                    | IRE                    | NOR                    | NZ                     | SWE                    | UK                     | Certifikace                                                                                    | Album                  |
| --------------------------------------------------------------------------------------- | ---- | ---------------------- | ---------------------- | ---------------------- | ---------------------- | ---------------------- | ---------------------- | ---------------------- | ---------------------- | ---------------------- | ---------------------- | ---------------------------------------------------------------------------------------------- | ---------------------- |
| "Falling Down"                                                                          | 2009 | 82                     | —                      | —                      | 69                     | —                      | —                      | —                      | —                      | —                      | —                      | - RIAA: Gold                                                                                   | Kiss & Tell            |
| "Naturally"                                                                             | 2009 | 29                     | 46                     | 7                      | 18                     | 14                     | 7                      | —                      | 20                     | 56                     | 7                      | - RIAA: 4× Platinum - BPI: Silver - MC: Platinum                                               | Kiss & Tell            |
| "Round & Round"                                                                         | 2010 | 24                     | 80                     | —                      | 51                     | 52                     | 44                     | —                      | —                      | —                      | 47                     | - RIAA: Platinum - MC: Gold                                                                    | A Year Without Rain    |
| "A Year Without Rain"                                                                   | 2010 | 35                     | 78                     | —                      | 30                     | 56                     | —                      | —                      | —                      | —                      | 78                     | - RIAA: 2× Platinum - ARIA: Gold - RMNZ: Gold                                                  | A Year Without Rain    |
| "Who Says"                                                                              | 2011 | 21                     | 57                     | —                      | 17                     | 44                     | 36                     | —                      | 15                     | —                      | 51                     | - RIAA: 3× Platinum - ARIA: Platinum - BPI: Silver - IFPI NOR: Gold - RMNZ: Platinum           | When the Sun Goes Down |
| "Love You like a Love Song"                                                             | 2011 | 22                     | 48                     | 15                     | 10                     | —                      | 49                     | 14                     | 21                     | 41                     | 58                     | - RIAA: 6× Platinum - ARIA: Gold - BPI: Gold - IFPI NOR: Platinum - GLF: Gold - RMNZ: Platinum | When the Sun Goes Down |
| "Hit the Lights"                                                                        | 2012 | —                      | —                      | —                      | 55                     | —                      | —                      | —                      | —                      | —                      | —                      | - RIAA: Platinum                                                                               | When the Sun Goes Down |
| "—" značí, že se nahrávka neumístila v hitparádách nebo v tomto území ani nebyla vydána |      |                        |                        |                        |                        |                        |                        |                        |                        |                        |                        |                                                                                                |                        |

### Promo singly
| "Live Like There's No Tomorrow"                                                         | 2010 | —  | —  | Ramona and Beezus a A Year Without Rain |
| "Un Año Sin Lluvia"                                                                     | 2010 | —  | —  | A Year Without Rain                     |
| "Bang Bang Bang"                                                                        | 2011 | 94 | 96 | When the Sun Goes Down                  |
| "Dices"                                                                                 | 2011 | —  | —  | When the Sun Goes Down                  |
| "—" značí, že se nahrávka neumístila v hitparádách nebo v tomto území ani nebyla vydána |      |    |    |                                         |

## Spoluumělec
| Název               | Rok  | Album                 |
| ------------------- | ---- | --------------------- |
| "Winter Wonderland" | 2009 | All Wrapped Up Vol. 2 |

## Videoklipy
| Název                                       | Rok  | Režisér                          |
| ------------------------------------------- | ---- | -------------------------------- |
| "Falling Down"                              | 2009 | Chris Dooley                     |
| "Naturally"                                 | 2009 | Chris Dooley                     |
| "Round & Round"                             | 2010 | Philip Andelman                  |
| "A Year Without Rain"                       | 2010 | Chris Dooley                     |
| "Un Año Sin Lluvia"                         | 2010 | Chris Dooley                     |
| "Who Says"                                  | 2011 | Chris Applebaum                  |
| "Love You like a Love Song"                 | 2011 | Geremy Jasper & Georgie Greville |
| "Middle of Nowhere (We Own the Night Tour)" | 2011 | —                                |
| "Hit the Lights" (Version 1)                | 2011 | Philip Andelman                  |
| "Hit the Lights" (Version 2)                | 2012 | Philip Andelman                  |